# USS Rooks (DD-804)
USS Rooks (DD-804) — эскадренный миноносец типа «Флетчер», в период Второй мировой войны состоявший на вооружении ВМС США.
USS Rooks (DD-804) был назван в честь капитана Альберта Х. Рукса (1891—1942) который был посмертно награждён медалью Почета после битвы в Зондском проливе.
USS Rooks (DD-804) был заложен 27 октября 1943 года на верфи Todd Pacific Shipyards, Сиэтл, штат Вашингтон, спущен на воду 6 июня 1944 года и сдан в эксплуатацию 2 сентября 1944 года, под командование Роберта Ф. Мартина.

## История

### Вторая Мировая война
После испытаний в Сан-Диего, штат Калифорния, и доводки на Puget Sound Naval Shipyard, Rooks направился на Гавайские острова для репетиции высадки на берег и поддержки десанта огнём. 22 января 1945 года эсминец вместе с флотилией LST прибыл Эниветок, Маршалловы острова — первая остановка на пути к месту высадки. Затем Rooks и десантные корабли приступили на острове Сайпан к следующей репетиции высадки десанта.
Прибыв на Иводзиму 19 февраля 1945 года эсминец поддерживал десантные корабли на их пути к месту десантирования, а затем приступил к выполнению обязанностей радиолокационного дозора. Во второй половине дня он приблизился к юго-восточной части острова, чтобы прикрыть морскую пехоту во время высадки десанта и подавить несколько батарей противника. Rooks снова открыл огонь по Иводзиме 21-22 февраля и 25-26 февраля потеряв одного моряка убитого шрапнелью из миномета 22-го числа. В течение этого периода эсминец также обеспечивал противовоздушную и противолодочную оборону вокруг острова.
28 февраля эсминец отправился с Иводзимы на Сайпан сопровождать группу транспортов. Затем он продолжил в компании с другим эсминцем сопровождать два эскортных авианосца на Лейте. А после учений 25 марта отправились с Лейте на Окинаву.
Прибыв в Окинаву на Пасху, 1 апреля 1945 года Rooks принял активное участие в обстреле берега острова. В четырёх случаях был непосредственным объектом атак камикадзе. Во время битвы за Окинаву эсминец сбил шесть вражеских самолетов.
6 апреля был самый критический день в карьере Rooks. В 01:00 он сбил шесть самолетов, которые напали на союзные силы. Примерно в 16:00 Rooks был подвергнут нападению противника с воздуха, по меньшей мере, 110 самолетов и в 16:48 сбил один камикадзе. В 17:12 он был призван оказывать помощь и проводить в порт эсминец Hyman, который был сильно поврежден в результате атаки камикадзе. Прибыв на место происшествия, Rooks обнаружил, что Hyman снова под атакой. После сбил Mitsubishi A6M и Aichi, он сопровождает Hyman в Hagushi стоянку и отправил врача и фармацевта к товарищам на борт, чтобы помочь раненым.
4 июля Rooks вместе с тральщиками отправился для выполнения крупномасштабной операции по тралению мин, чтобы открыть Восточно-Китайское море. Эсминец вошел в группу для обеспечивания огневой поддержки, но его стрельба была ограничена уничтожением дрейфующих мин. Эсминец выступал также в качестве радиолокационного дозора. Эта операция длилась в течение июля.
С 1 августа Rooks покинул Окинаву сопровождая тяжелые крейсеры Salt Lake City и Chester на Сайпан. Потом он сопровождал три транспорта в Лейте и после ремонта покинул Лейте 1 сентября. Он сопровождал группу LST на Окинаву, а затем 11-го числа пару на Нагасаки для оказания помощи в репатриации военнопленных. Он покинул Нагасаки на 15-е и приплыл на Окинаву с 92 бывших военнопленных, в основном британскими офицерами захваченных в Сингапуре. Затем он вернулся в Нагасаки и сопровождал контр-адмирала William H. P. Blandy, командующего Тихоокеанским флотом, который осматривал бывшую японскую военно-морскую базу. 10 ноября эсминец прибыл в Сан-Франциско.
15 ноября 1945 года Rooks переведён в Тихоокеанский флот запаса в Бремертон, штат Вашингтон. 11 июня 1946 года эсминец был выведен из состава флота и 17 августа 1946 года реактивирован.

### 1951—1962
Rooks был восстановлен в Сан-Диего 19 мая 1951 года, и после краткого срока службы на Тихоокеанском флоте, 13 октября отправился через Панамский канал в Ньюпорт, Род-Айленд, чтобы присоединиться к Атлантическому флоту. В следующем году эсминец прошел подготовку, в частности была усилена противолодочная защита и завершил капитальный ремонт. 6 сентября 1952 года эсминец отправился на восточное побережье Соединенных Штатов для отправки в Корею, где Rooks поддерживает усилия ООН. Rooks был наиболее активной в обстреле Северной Кореи и портов Чхонджин, Вонсан и Кимчхэк. В феврале 1953 года эсминец отправился в Ньюпорт, Род-Айленд через Индийский океан, Средиземноморье и Северную Атлантику. 11 апреля прибыл в Ньюпорт.
В Ньюпорте Rooks возобновил службу во Втором флоте ВМС США. В середине 1954 году он прошел капитальный ремонт и с сентября по февраль 1955 он был в Средиземном море. По возвращении в США он работал в качестве учебного корабля на плаву.
В течение 1956 года Rooks действовал у побережья Атлантики и в Карибском бассейне. В декабре он работал в патрульной службе Атлантического океана. В сентябре 1958 он побывал в Красном море.
После капитального ремонта и дальнейшего учения у берегов Атлантики и в Карибском бассейне, Rooks отправился в Средиземное море и пробыл там до августа 1959 года. В 1960 году эсминец отправился в Аравийское море для совместных учений с СЕНТО. В 1961 году он был на учениях в странах Карибского бассейна и Атлантического океана.
Rooks продолжал службу во флоте США до 26 июля 1962 года, когда он был отдан в аренду Чили согласно программе военной взаимопомощи.

### Cochrane
Корабль служил в составе чилийских ВМС (исп. Armada de Chile) как Cochrane, названный в честь адмирала британского происхождения Томаса Кокрейна (1775—1860), который командовал чилийским военно-морским флотом (1817—1822).

## Награды
Rooks получил три звезды за боевые заслуги во время Второй мировой войны и две звезды за службу в Корейской войне.